# Арнольдсон, Клас Понтус
Клас Понтус Арнольдсон (швед. Klas Pontus Arnoldson; 27 октября 1844, Гётеборг — 20 февраля 1916, Стокгольм) — шведский писатель, журналист, политик и пацифист, совместно с Фредриком Байером лауреат Нобелевской премии мира 1908 года. Был основателем и первым председателем Шведского союза мира и арбитража, созданного в 1883 году.

## Биография
Работал на железной дороге, прежде чем посвятил себя журналистике и борьбе против войны, вдохновлённый либеральной теологией (в частности, унитаризмом) и потрясённый кровопролитными войнами, которые вела Пруссия. Был редактором газет «Tiden», «Fredsvannen» и «Nordsvenska Dagbiadet». В 1882—1887 годах был радикальным депутатом нижней палаты шведского парламента, где отстаивал резолюцию о нейтралитете Швеции (добиться её принятия удалось лишь в 1914 году). Приложил усилия, чтобы убедить шведских политиков не препятствовать отделению и независимости Норвегии. Призывал скандинавские страны объединиться на основе нейтралитета.